# Isotta Fraschini Tipo KM
La Tipo KM è un'autovettura prodotta dalla Isotta Fraschini dal 1910 al 1914.

## Contesto
Presentata nel 1910 a Parigi, la KM fu una delle auto più potenti di quell'epoca. Disponeva di una potenza, grazie al grosso motore da 10,6 L, che all'epoca poteva esprimersi soltanto a mezzo di una trasmissione a catena. L'auto era tuttavia molto avanzata sotto alcuni aspetti: disponeva, ad esempio, dei freni su tutte e 4 le ruote. Questo sistema, studiato da Oreste Fraschini, prevedeva l'uso separato dei freni anteriori e posteriori.
Il motore poteva essere quello della fabbrica italiana da 100/120 CV oppure quello di origine americano da 140 CV; col primo, la KM poteva raggiungere una velocità di punta di 130 km/h, col secondo gli incredibili, per i tempi, 160 km/h.
La produzione si limitò soltanto a 50 esemplari.

## Motore
Il motore era un avanzato quattro cilindri con albero a camme in testa, che beneficiava dell'esperienza dell'azienda nella progettazione e produzione di motori aeronautici, con cilindri bi-blocco e quattro valvole per cilindro.  Il motore della Tipo KM, sviluppava 120 CV (89 kW) a 1600 giri/min, alesaggio e corsa di 130 x 200 mm, pistoni in acciaio e bielle tubolari.